# Čišla
Čišla is een plaats in de gemeente Omiš in de Kroatische provincie Split-Dalmatië. De plaats telt 290 inwoners (2001).